# Oceanborn
Oceanborn е името на втория албум на Nightwish и излиза през октомври 1998 г. Това е един от най-тъмните албуми на групата тъй като се използват грубите вокали на Тапио Уилска, като например в песента The Pharaoh Sails To Orion.
Целият албум е фентъзи ориентиран особено в песните: Swanheart, Walking In The Air и The Pharaoh Sails To Orion. Други песни имат по религиозно усещане, като в Gethsemane. В допълнение има и по-театрална парче а именно Devil and the Deep Dark Ocean.

## Песни
1. Stargazers
2. Gethsemane
3. "Devil & The Deep Dark Ocean"
4. Sacrament of Wilderness
5. Passion and the Opera
6. Swanheart
7. Moondance
8. The Riddler
9. The Pharaoh Sails to Orion
10. "Walking in the Air"
11. Sleeping Sun (Бонус-песен за повечето тиражи)
12. Nightquest (Бонус-песен за японскиия лимитиран тираж)